# Grazia Varisco
Grazia Varisco, née le 5 octobre 1937 à Milan, est une artiste plasticienne  et designer italienne.

## Biographie
Étudiant à l'Académie des beaux-arts de Brera à Milan de 1956 à 1960, elle était l'élève d'Achille Funi.
En 1960, elle a rejoint les artistes d'art cinétique Giovanni Anceschi, Davide Boriani, Gianni Colombo et Gabriele De Vecchiet et de l'op art Gruppo T, avec qui elle a participé à des expositions telles que "Arte Programmata" (Milan, 1962), "Nouvelle tendance" (Zagreb, 1963) et la série "Miriorama" (Milan, Gênes, Tokyo, Rome, Padoue et Venise, 1960-63). Entre 1961 et 1967, elle a travaillé comme designer graphique pour la société italienne multinationale de grand magasin La Rinascente, la revue d'architecture et de design  Abitare, la société de design Kartell, et l'hôtel de Ville de Milan.
Grazia Varisco est de nos jours considérée comme l'une des rares femmes artistes impliquées dans le mouvement op art avec Edna Andrade, Bridget Riley et Vera Molnár. Son travail a été présenté dans de nombreuses expositions internationales, notamment à la Biennale de Venise (1964 et 1986), Quadriennale de Rome (1973), la Triennale Toyama (1990); le "Force Fields: Phases of the Kinetic" (Museu d'Art Contemporani de Barcelone et à la Hayward Gallery, Londres, 2000); "Beyond Geometry" (Los Angeles County Museum of Art et au Pérez Art Museum de Miami, 2004) et "Op Art" (Schirn Kunsthalle de Francfort, 2007).
De 1981 à 2007, elle est Professeur de Théorie de la Perception à l'Académie des Beaux-Arts de Brera.
En 2007 le Président italien , Giorgio Napolitano, lui a décerné le "Presidente della Repubblica Prize for Sculpture" à Rome.

## Expositions sélectionnées
- 2015: Grazia Varisco: Filo Rosso 1960-2015, Cortesi Galerie, Lugano, Suisse
- 2014: Si... Fonctionne 1959-2014, Volker Diehl Galerie, Berlin
- 2013: Grazia Varisco: Avec un Regard Agité, Ritter Musée, Waldenbuch, Allemagne
- 2012: des Fantômes dans le Musée, New Museum, New York
- 2007: L'Op Art, Schirn Kunsthalle De Francfort
- 2005: L'œil moteur. L'Art optique e cinétique 1950-1975, Musée d'Art Moderne et contemporain, Strasbourg
- 2005: Gli ambienti del Gruppo T: Le origini dell'arte interattiva, musée National d'Art Moderne, Rome
- 2000: au-Delà de la Géométrie: les Expériences dans des formulaires, des années 1940 aux années 1970, Los Angeles County Museum et le Miami Art Museum (aujourd'hui Pérez Art Museum de Miami)
- 2000: les Champs de Force: les Phases de la Cinétique, de Barcelone, Musée d'Art Contemporain et de la Hayward Gallery, Londres